# Laguna de San Juan
Laguna de San Juan är en ort i Mexiko.   Den ligger i kommunen San Fernando och delstaten Tamaulipas, i den centrala delen av landet, 600 km norr om huvudstaden Mexico City. Laguna de San Juan ligger 24 meter över havet och antalet invånare är 280.
Terrängen runt Laguna de San Juan är platt, och sluttar österut. Runt Laguna de San Juan är det glesbefolkat, med 9 invånare per kvadratkilometer. Närmaste större samhälle är San Fernando, 16,3 km nordväst om Laguna de San Juan. Trakten runt Laguna de San Juan består till största delen av jordbruksmark.